# Maius
Maius, łac. – miesiąc maj. Prawdopodobnie pochodzi od rzymskiej bogini Maia – matka; poświęcony jej był dzień 1 maja. Uważa się też, że był poświęcony wszystkim bogom. Liczył 31 dni i był trzecim miesiącem w kalendarzu rzymskim.
| Dzień | Nazwa                    | Nazwa dłuższa                                     |
| ----- | ------------------------ | ------------------------------------------------- |
| 1     | Kalendae (Kalendy)       | Kalendis Maiis                                    |
| 2     | VI a.d. Nones            | ante diem VI (sextum) Nonas Maias                 |
| 3     | V a.d. Nones             | ante diem V (quintum) Nonas Maias                 |
| 4     | IV a.d. Nones            | ante diem IV (quartum) Nonas Maias                |
| 5     | III a.d. Nones           | ante diem III (tertium) Nonas Maias               |
| 6     | Pridie Nones             | pridie Nonas Maias                                |
| 7     | Nonae (Nony)             | Nonis Maiis                                       |
| 8     | VIII a.d. Ides           | ante diem VIII (octavum) Idus Maias               |
| 9     | VII a.d. Ides            | ante diem VII (septimum) Idus Maias               |
| 10    | VI a.d. Ides             | ante diem VI (sextum) Idus Maias                  |
| 11    | V a.d. Ides              | ante diem V (quintum) Idus Maias                  |
| 12    | IV a.d. Ides             | ante diem IV (quartum) Idus Maias                 |
| 13    | III a.d. Ides            | ante diem III (tertium) Idus Maias                |
| 14    | Pridie Ides              | pridie Idus Maias                                 |
| 15    | Idus (Idy)               | Idibus Maiis                                      |
| 16    | XVII a.d. Iuniis Kalends | ante diem XVII (septimum decimum) Kalendas Iunias |
| 17    | XVI a.d. Iuniis Kalends  | ante diem XVI (sextum decimum) Kalendas Iunias    |
| 18    | XV a.d. Iuniis Kalends   | ante diem XV (quintum decimum) Kalendas Iunias    |
| 19    | XIV a.d. Iuniis Kalends  | ante diem XIV (quartum decimum) Kalendas Iunias   |
| 20    | XIII a.d. Iuniis Kalends | ante diem XIII (tertium decimum) Kalendas Iunias  |
| 21    | XII a.d. Iuniis Kalends  | ante diem XII (duodecimum) Kalendas Iunias        |
| 22    | XI a.d. Iuniis Kalends   | ante diem XI (undecimum) Kalendas Iunias          |
| 23    | X a.d. Iuniis Kalends    | ante diem X (decimum) Kalendas Iunias             |
| 24    | IX a.d. Iuniis Kalends   | ante diem IX (nonum) Kalendas Iunias              |
| 25    | VIII a.d. Iuniis Kalends | ante diem VIII (octavum) Kalendas Iunias          |
| 26    | VII a.d. Iuniis Kalends  | ante diem VII (septimum) Kalendas Iunias          |
| 27    | VI a.d. Iuniis Kalends   | ante diem VI (sextum) Kalendas Iunias             |
| 28    | V a.d. Iuniis Kalends    | ante diem V (quintum) Kalendas Iunias             |
| 29    | IV a.d. Iuniis Kalends   | ante diem IV (quartum) Kalendas Iunias            |
| 30    | III a.d. Iuniis Kalends  | ante diem III (tertium) Kalendas Iunias           |
| 31    | Pridie Iuniis Kalends    | pridie Kalendas Iunias                            |